# Bryan Cassidy
Bryan Cassidy (ur. 17 lutego 1934 w Leicesterze, zm. 8 sierpnia 2023) – brytyjski polityk i prawnik, poseł do Parlamentu Europejskiego II, III i IV kadencji.

## Życiorys
Kształcił się w Ratcliffe College koło Leicester, następnie ukończył studia prawnicze w Sidney Sussex College w ramach University of Cambridge. Pracował w branży reklamowej, później w sektorze prywatnym m.in. jako doradca, zajmował się także działalnością szkoleniową.
Działał w Partii Konserwatywnej. W latach 1984–1999 przez trzy kadencje sprawował mandat posła do Parlamentu Europejskiego. Po odejściu z PE prowadził instytucję doradczą Cassidy & Associates International. W 2002 został powołany w skład Europejskiego Komitetu Ekonomiczno-Społecznego, w ramach którego kierował jedną z sekcji.